# Dermatofitosi
La dermatofitosi è una infezione micotica superficiale della cute, causata dalle specie di dermatofiti Microsporum, Epidermophyton o Tricophyton in grado di parassitare esclusivamente strutture morte, ricche di materiale cheratinico (strato corneo, peli, unghie). A trasmetterla all'uomo possono essere altri uomini o un animale.
Al tronco e agli arti superiori è comunemente chiamata tricofizia ed è caratterizzata da placche squamose ovali o rotonde, con bordi leggermente rilevati e tendenza alla risoluzione al centro. Nel piede si formano piccole vescicole, fissurazioni, prurito, desquamazione e spesso sopravviene un'infezione batterica (il cosiddetto "piede d'atleta"). La terapia comprende l'utilizzo di agenti funginei topici, come il tolnaftato, il clotrimazolo, l'acido undecilenico e, in fase di sperimentazione, l'ozono, o di griseofulvina per via orale. Le lesioni ungueali del piede e della mano sono poco sensibili al trattamento topico.